# Protéine N du SARS-CoV
La protéine N du SARS-CoV est la protéine de la nucléocapside du coronavirus responsable du syndrome respiratoire aigu sévère (SRAS).

## Structure du SARS-CoV
- Ce virus possède une enveloppe formée des protéines S (spicule), M (membranaire) et E (enveloppe) ainsi qu’une nucléocapside hélicoïdale (nucléoprotéine N + ARN viral)[3].

- L’ARN + simple brin code directement pour les 4 types de protéines structurales (M,E,S,N) ainsi que pour une réplicase[4].

## Structure de la protéine N[5]
```
                                 ORIGIN      
       1 msdngpqsnq rsapritfgg ptdstdnnqn ggrngarpkq rrpqglpnnt aswftaltqh
      61 gkeelrfprg qgvpintnsg pddqigyyrr atrrvrggdg kmkelsprwy fyylgtgpea
     121 slpygankeg ivwvategal ntpkdhigtr npnnnaatvl qlpqgttlpk gfyaegsrgg
     181 sqassrsssr srgnsrnstp gssrgnspar masgggetal alllldrlnq leskvsgkgq
     241 qqqgqtvtkk saaeaskkpr qkrtatkqyn vtqafgrrgp eqtqgnfgdq dlirqgtdyk
     301 hwpqiaqfap sasaffgmsr igmevtpsgt wltyhgaikl ddkdpqfkdn villnkhida
     361 yktfpptepk kdkkkktdea qplpqrqkkq ptvtllpaad mddfsrqlqn smsgasadst
     421 qa
```

Beaucoup d’études sont axées sur la caractérisation de cette protéine car elle est cruciale dans la composition du virus. 
- Elle est formée de 422 acides aminés (a.a)
- Elle a un poids moléculaire de 46 000 Daltons

La protéine N comprend plusieurs régions intéressantes. En voici quelques-unes :
- a.a.1-235= site liaison de l’ARN viral.
- a.a.62= site de sumoylation.
- a.a.184-196= motif riche en SR (sérine et arginine) et site de liaison d’une autre protéine N au niveau des a.a. 211- 290 (région centrale).
- a.a.209= site d’autoliaison.
- a.a.248-365= site puissant de liaison à l’ARN viral.
- a.a.283-422= permet son association en dimère, trimère, tétramère et hexamère.
- a.a.343-402= séquence essentielle mais aussi suffisante pour l’oligomérisation.
- a.a.363-382= séquence responsable de l’association avec l’acide nucléique(ARN).

En résumé, la protéine N est formée de deux domaines structuraux indépendants ainsi que d’une région de liaison. Ces domaines ont des fonctions différentes selon le stade de vie du virus.
- Le premier domaine est situé en position N terminale et est constitué principalement d'un site de liaison à l’ARN. Il est surtout formé d’acides aminés chargés positivement, favorisant sa fixation à l’ARN.
- Le deuxième domaine est situé en position C terminale et permet l'auto-assemblage de la protéine.
- Entre ces deux domaines se trouve une région très désordonnée qui permet la liaison des deux autres domaines.

## Localisation
La protéine contient différents signaux de localisation,.
- Signaux de localisation nucléaire (SLN) : domaine 1 (a.a.38-44) et domaine 3 (a.a.373-390)
- Signaux de rétention nucléolaire (SRNo) : domaine 2 (a.a.369-390)
- Signaux de localisation cytoplasmique (SLC) : domaine 3 (a.a.257-265)

Lorsqu’on infecte une cellule avec le coronavirus responsable du SRAS, on retrouve majoritairement la protéine N au niveau du cytoplasme de la cellule infectée. En cas de sur-expression de la protéine, il est possible de la retrouver au niveau des nucléoles et sous certaines circonstances spécifiques au niveau du noyau de la cellule hôte.

## Fonctions

### Fonction structurale
La fonction la plus connue de la protéine N est l’encapsidation du génome viral dans une enveloppe protectrice nommée capside,. Pour assurer cette protection de l'ARN viral, la protéine N doit posséder deux propriétés indispensables :
- Elle doit s’oligomériser pour former la capside virale.
- Elle doit aussi reconnaître le matériel génétique viral et s’y lier afin de former une nucléocapside hélicoïdal. Pour ce faire, la protéine reconnaît un signal « d’empaquetage », c'est-à-dire une séquence spécifique sur l’ARN viral qui permet l’assemblage.

Pour ce qui est de la liaison ARN-protéine N, les études ont démontré que :
- La plupart des séquences non traduites d'ARN viral 3` s'associent naturellement au domaine N-terminal de la protéine.
- La protéine N est responsable de l'arrangement en hélice de l’ARN viral[8].

### Fonction de régulation
En plus de sa fonction structurale, la protéine N semble agir in vitro en tant que protéine régulatrice, c’est-à-dire qu’elle possède la capacité de perturber les voies cellulaires de la cellule hôte infectée. Elle peut ainsi:
- inhiber son cycle cellulaire. En effet, une mutation du site de sumoylation de la protéine permet l'inhibition de la phase S c'est-à-dire la phase de réplication de l’ADN de la cellule hôte
- influencer sa production d'interférons
- augmenter sa production de COX 2
- réguler l’activité de l'AP1 (Image: )
- interagir avec les protéines de l'hôte. Par exemple, la région correspondant aux acides aminés 161 à 210 de la protéine s’associe avec la hnRNPA1 pour jouer un rôle au niveau de la synthèse de l’ARN viral.
- provoquer l'apoptose (cas particulier de la cellule de rein de singe). À ce niveau, elle influence les facteurs pro-survie et pro-apoptotique tout en réorganisant l’actine du cytosquelette de la cellule hôte.

Évidemment, ces fonctions seront à confirmer in vivo. On devra alors développer un modèle afin de bien évaluer les propriétés de la protéine N en conditions réelles d’infection.

## Modifications post-traductionnelles
La protéine N peut subir des modifications post-traductionnelles telles que la sumoylation, la phosphorylation ainsi que l’acétylation. 
La sumoylation agit au niveau de l’oligomérisation, de la localisation ainsi qu’au niveau des propriétés de régulation de la protéine. On ne connaît pas encore les répercussions fonctionnelles exactes de la phosphorylation et de l’acétylation de la protéine.

## Outil de diagnostic prometteur
Cette protéine est un immunogène majeur et elle est exprimée de façon prédominante par les cellules infectées à un stade précoce de l’infection,. On a déterminé à l'aide d'anticorps monoclonaux que la protéine N était présente au premier jour de l’infection dans le sérum des patients infectés par SARS-CoV. La réponse immunitaire de l’hôte face à cette protéine est alors très forte. 
En effet, durant les 10 premiers jours de l’infection, l’anti-SARS-CoV IgG, SARS-CoV ARN et la protéine N ont été détectés respectivement à 21,4 %, 42,9 %, et 90 % dans le sérum des patients. Le taux de détection de la protéine N durant les jours 11 à 15 de l’infection était significativement plus élevé. Ceci suggère que la protéine N est plus facilement détectable que les deux autres marqueurs. 
Les chercheurs ont ensuite étudié deux méthodes de diagnostic impliquant la nucléocapside du SARS-CoV:
- Développement d’un anticorps monoclonal contre la protéine N[10]
- Production d’une protéine N recombinante (hautement purifiée) pour détecter chez le patient des anticorps spécifiques à cette protéine

Beaucoup d’expériences ont été effectuées mais aucune utilisation clinique n'est encore possible.

## Vaccin potentiel
Les chercheurs considèrent que le fait que la protéine N soit un antigène majeur du coronavirus, que la séquence de gène codant cette protéine démontre peu de variation d’un patient à l’autre et que la stabilité de la protéine est favorable contribue à rendre son étude intéressante pour le développement d’un vaccin efficace contre le SRAS.
On a fait des expériences pour développer des vaccins à base de la protéine N complète, à base de peptide de la protéine N et un vaccin élaboré par génie génétique.
On espère que les recherches permettront des éventuelles applications cliniques, que ce soit au niveau du diagnostic ou de la vaccination.